# Gérald Messadié
Gérald Messadié (* 5. September 1931 in Kairo; † 5. Juli 2018 in Paris) war ein französischer Historiker, Wissenschaftsjournalist und Autor von Essays und Romanen.

## Wirken
Messadié kam im Alter von 19 Jahren nach Paris. Nach seinem Studium fernöstlicher Sprachen und der Geschichte führten ihn zahlreiche Reisen um die Welt.
Mit 20 Jahren schrieb er seinen ersten Roman, der von Albert Camus in der einstigen Untergrundzeitung Combat veröffentlicht wurde. Es folgten zahlreiche Sachbücher. Mit seinem 1989 erschienenen Roman Ein Mensch namens Jesus gelang ihm der internationale Durchbruch. Seine Darstellung der Geschichte der Evangelien aus historischer Perspektive löste eine Welle von Büchern über Leben und Wirken Jesu aus.
Es folgten weitere historische Romane, die zum Teil ebenfalls eine religionshistorische Grundlage hatten.

## Werke (Auswahl)

### Historische Romane
- Ein Mensch namens Jesus. Roman (L’homme qui devint dieu). Droemer Knaur, München 1989, ISBN 3-426-19256-X.
- Matthias und der Teufel. Roman (Matthias et le diable). Langen Müller Verlag, München 1991, ISBN 3-7844-2381-7.
- Ein Mann namens Saulus. Roman (L’incendiaire). Droemer Knaur, München 1992, ISBN 3-426-19304-3.
- Alexandria. Roman (La fortune d’Alexandria). Droemer Knaur, München 1997, ISBN 3-426-19395-7.
- Moses. Roman (Moïse). Droemer Verlag, München 1999.
  1. Herrscher ohne Krone. 1999, ISBN 3-426-19492-9.
  2. Der Gesetzgeber. 1999, ISBN 3-426-19493-7.
- Maria Magdalena. Die Geliebte des Herrn. Roman (L’affaire Marie-Madeleine). Droemer Verlag, München 2005, ISBN 3-426-19625-5.
- Ein Freund namens Judas. Roman (Judas, le bien-aimé). Langen Müller, München 2007, ISBN 3-7844-3107-0.

### Sachbücher
- Teufel, Satan, Luzifer. Universalgeschichte des Bösen („Histoire générale du diable“). Eichborn Verlag, Frankfurt am Main 1995, ISBN 3-8218-1156-0.
- Die Geschichte Gottes. Über den Ursprung der Religionen („Histoire générale de Dieu“). Propyläen, Berlin 1998, ISBN 3-549-05608-7.
- Verfolgt und auserwählt. Die lange Geschichte des Antisemitismus („Histoire générale de l’antisémitisme“). Piper, München 2001, ISBN 3-492-04253-8.